# Эттингер, Иван Фридрихович фон
Иван Фридрихович фон Эттингер (Иоганн фон Эттингер; 1714 — 20 декабря 1767 года) — русский военный деятель немецкого происхождения, инженер-генерал-майор (1760).

## Биография
Родился в 1714 году в Штутгарте. Сын вюртембергского камер-советника Фридриха Эттингера. Первоначально Эттингер служил военным инженером в Германии, а затем, в мае 1740 перевелся на русскую службу в чине подполковника в Инженерный корпус. В 1749 году, в преддверии Семилетней войны, Эттингер вместе с подполковником Виттингом находился в командировке в Восточной Пруссии, Литве и Белоруссии, где собирал данные о путях сообщения и материальных средствах края (на предмет наличия пищи и фуража для армии). В 1752 году Эттингеру было поручено расселить часть сербов, бежавших в Россию из Османской империи, на отведённых им местах.
В апреле 1756 года, за год до начала Семилетней войны, Эттингер был назначен командовать учрежденными в Лифляндии и в других местах инженерными корпусами. С началом войны, Эттингер, произведенный 25-го февраля 1757 года в инженер-полковники, вместе с обсервационным корпусом отправился в Смоленск, а затем, в 1758 году, через Польшу в Восточную Пруссию, где принял участие в сражении при Цорндорфе.
Когда русские войска достигли Померании и русский командующий В. В. Фермор выделил из армии отряд под руководством генерала И. И. Пальменбаха для осады приморской крепости Кольберг, причём Эттингеру, как военному инженеру, были поручены непосредственно осадные работы.
23 сентября и в следующую ночь Эттингер, расположив людей у устья реки Персанты, устроил мост из захваченных прусских купеческих судов, занял Минденское предместье, заложил батарею для защиты устья реки, занял часть леса и вышел траншеями вперед в направлении к Пфанен-Шмиденскому предместью.
1-го октября был предпринят штурм крепости Кольберг. Главные силы русского отряда под руководством генерала Х. Ф. Штофельна (?)  штурмовали Минденское предместье (из которого русские войска ранее отступили по приказу Пальменбаха), тогда как второй отряд во главе с Эттингером наступал на крепость со стороны Лауэнбургского предместья. Этот штурм окончился ничем и русские войска отошли от Кольберга.
В начале февраля 1759 года прусские войска под командованием генерала Морица Франца Казимира фон Воберснова двинулись на Познань для захвата провиантских складов русской армии. Генерал Фермор собрал военный совет, на котором решили сосредоточить часть армии между Торном и Солдау, однако, генерал Я. Л. Фролов-Багреев ограничил этот район только рекой Древенец. Эттингеру было приказано осмотреть («обрекогносцировать») берега реки Древенец и определить, «где какие укрепления или засеки сделать».
В апреле 1759 года Эттингер в составе войск генерала Фермора сражался на территории исторического Бранденбургского курфюршества, после чего вернулся в Санкт-Петербург. В следующем 1760 году он был произведен в генерал-майоры и отправлен в Оренбургскую губернию руководить строительством укреплений (его непосредственным начальником стал оренбургский губернатор А. Р. Давыдов). Вскоре Эттингеру было поручено фортификационное обустройство всей Сибирской линии. С этого времени он подчинялся по службе напрямую руководству Инженерного корпуса.
Скончался Эттингер 20-го декабря 1767 года.